# Dinosaur Island (film 1994)
Dinosaur Island è un film statunitense del 1994 diretto da Jim Wynorski e Fred Olen Ray.
È un film d'avventura su alcuni militari che dopo un incidente aereo naufragano su un'isola abitata da una tribù di donne delle caverne e dinosauri carnivori.

## Trama
Un capitano dell'esercito è in volo con a bordo tre disadattati disertori per la corte marziale, quando l'aereo ha problemi al motore e si schianta nell'oceano vicino a un'isola inesplorata. Lì trovano una società primitiva di donne che abitano nelle grotte e che abitualmente sacrificano le vergini per placare "The Great One", il dinosauro signore dell'isola. Erroneamente considerati come delle divinità a causa di una profezia, il capitano e i suoi uomini devono distruggere il Grande Dinosauro o morire; nel frattempo si innamorano, malgrado il consiglio della Regina alle donne delle grotte, la quale cerca di dissuaderle dal farsi corrompere dal modo di fare dei nuovi arrivati.

## Produzione
Il film fu prodotto da Craig J. Nevius, Fred Olen Ray e Jim Wynorski. Roger Corman è accreditato come produttore esecutivo. Il film fu diretto da Jim Wynorski e Fred Olen Ray e girato in 12 giorni nel Bronson Canyon, nel ranch di David Carradine, a Malibu e nella Vasquez Rocks Natural Area Park, in California. Il mostro T-Rex è stato utilizzato anche nel film Carnosaur - La distruzione del 1993.

## Distribuzione
Il film fu distribuito negli Stati Uniti nel 1994. È stato poi pubblicato in VHS dalla New Horizons Home Video (società di Corman) nel 1994.
Alcune delle uscite internazionali sono state:
- 23 marzo 1994 negli Stati Uniti (Dinosaur Island)
- in Argentina (La isla de los dinosaurios)
- in Germania (Die Insel der Riesendinosaurier o Die Insel der Dinosaurier)

## Promozione
La tagline è: "It's Just Like Paradise, Only Better Looking." ("E proprio come il paradiso. Solo più bello.").